# إلياس إيوانو
إلياس إيوانو (باليونانية: Ηλίας Ιωάννου)‏ هو لاعب كرة قدم يوناني في مركز الهجوم، ولد في 29 أكتوبر 1979 في أثينا في اليونان. لعب مع أوليمبياكوس فولو ونادي أستيراس تريبوليس ونادي بانيتوليكوس ونادي بانيونيوس ونادي كافالا.

## وصلات خارجية
- إلياس إيوانو على موقع الاتحاد الأوربي (الإنجليزية)
- إلياس إيوانو على موقع قاعدة بيانات كرة القدم.إي يو (الإنجليزية)